# 2013년 지중해 게임
2013년 지중해 게임(튀르키예어: 2013 Akdeniz Oyunları)은 제17회 지중해 게임으로 2013년 6월 20일부터 30일까지 튀르키예 메르신에서 열렸다. 24개국 3064명의 선수가 참가했으며 27개 종목이 진행되었다. 
이탈리아가 개최국 튀르키예를 누르고 가장 많은 금메달과 메달을 획득하면서 종합 메달 순위 1위에 올랐다.

## 개최지 선정
본래 제17회 지중해 게임 개최지는 2007년 10월 27일에 실시된 투표 결과 그리스의 볼로스와 라리사가 선정되었으나 2011년 1월 28일 그리스 경제 위기로 인한 재정난을 이유로 개최를 포기했다. 이후 같은 해 2월에 실시한 재투표에서 튀르키예의 메르신이 새로운 개최지로 선정되었다.

## 종목
- 가라테
- 농구
- 레슬링
- 배구
  -  배구
  -  비치발리볼
- 배드민턴
- 보체
- 복싱
- 사격
- 사이클
- 수상
  -  수영
  -  수구
  -  장애인 수영
- 수상스키
- 양궁
- 역도
- 요트
- 유도
- 육상
  -  육상
  -  장애인 육상
- 조정
- 카누
- 체조
  -  기계 체조
  -  리듬 체조
- 축구
- 탁구
- 태권도
- 테니스
- 펜싱
- 핸드볼

## 참가국
제17회 지중해 게임에는 총 24개 국가가 참가했다.
- 그리스 (189)
- 레바논 (23)
- 리비아 (90)
- 마케도니아 공화국 (116)
- 모나코 (15)
- 모로코 (130)
- 몬테네그로 (40)
- 몰타 (10)
- 보스니아 헤르체고비나 (46)
- 산마리노 (16)
- 세르비아 (151)
- 스페인 (175)
- 슬로베니아 (145)
- 시리아 (12)
- 안도라 (14)
- 알바니아 (53)
- 알제리 (171)
- 이탈리아 (419)
- 이집트 (179)
- 크로아티아 (102)
- 키프로스 (62)
- 튀니지 (74)
- 튀르키예 (428) (개최국)
- 프랑스 (244)

## 메달 집계
개최국
| 순위 | 국가                  | 금메달 | 은메달 | 동메달 | 합계 |
| ---- | --------------------- | ------ | ------ | ------ | ---- |
| 1    | 이탈리아              | 70     | 52     | 64     | 186  |
| 2    | 튀르키예              | 47     | 43     | 36     | 126  |
| 3    | 프랑스                | 25     | 26     | 45     | 96   |
| 4    | 스페인                | 21     | 32     | 29     | 82   |
| 5    | 이집트                | 21     | 22     | 24     | 67   |
| 6    | 그리스                | 15     | 18     | 26     | 59   |
| 7    | 슬로베니아            | 13     | 11     | 11     | 35   |
| 8    | 세르비아              | 12     | 11     | 11     | 34   |
| 9    | 크로아티아            | 11     | 7      | 9      | 27   |
| 10   | 튀니지                | 9      | 17     | 22     | 48   |
| 11   | 알제리                | 9      | 2      | 15     | 26   |
| 12   | 모로코                | 7      | 10     | 11     | 28   |
| 13   | 알바니아              | 3      | 2      | 5      | 10   |
| 14   | 키프로스              | 2      | 2      | 3      | 7    |
| 15   | 몬테네그로            | 1      | 1      | 3      | 5    |
| 16   | 몰타                  | 1      | 1      | 0      | 2    |
| 17   | 산마리노              | 0      | 2      | 3      | 5    |
| 18   | 시리아                | 0      | 2      | 0      | 2    |
| 19   | 마케도니아 공화국     | 0      | 1      | 4      | 5    |
| 20   | 보스니아 헤르체고비나 | 0      | 1      | 3      | 4    |
| 21   | 레바논                | 0      | 0      | 2      | 2    |
| 합계 | 합계                  | 267    | 263    | 326    | 856  |